# 小林栄次
小林 栄次（こばやし えいじ、1907年（明治40年）4月6日 - 1980年（昭和55年）1月12日）は、日本の実業家。また、名前の表記は旧字の「榮次」が正式である。株式会社大多摩ハム小林商会の創業者。元日本ハムソーセージ工業協同組合副理事長、社団法人日本食肉加工協会常務理事。
長野県下高井郡長丘村（現在の中野市七瀬区）出身。早くから日本においてハムの製造事業を開始し、食肉加工業界を発展させた者の一人。ドイツ人技師、アウグスト・ローマイヤーのもとで日本において早くからロースハムを売り出し、その普及に貢献した。

## 生涯

### 出生・幼少期
1907年（明治40年）4月6日に長野県下高井郡長丘村（現在の中野市七瀬区）に生まれる。父は種作、母はとらである。父は正妻を亡くし後妻を迎え、7男1女、計8人の子持ちで栄次はその六男である。彼の父で九代目にあたるが、七代目までは代々酒造を家業としていた。天保2年（1831）に七代目で酒蔵が火災で全焼してしまったために、それを転機として生家は百姓だけの農家となった。小林家はもともと格式高い、由緒ある長丘村での旧家であった。
当家の古文書によれば、先祖は関ヶ原の戦いに敗れた石田三成の家臣の一人であった小林彌五兵衛正門という人物がおり、菩提寺の過去帳や小林家の墓石によって見て取ることができる。また、先祖の一人に俳諧人がおり、奇しくも同姓で長野県の同郷でもある小林一茶とその社中の一人として交流があったと思われる。江戸中期〜幕末にかけても、豪農として田畑を相当持っており、自分の家では作りきれないためよそへ小作に出していたくらいである。祝議不祝儀の度に食器などをいつも部落へ貸し出していたという村では上層階級に属していた。
父の先妻は三人目の子を妊娠中、病気に罹り、子供は生まれたが母親は亡くなった。小さい子供と乳呑児を抱えて難渋した父は隣の村から後妻を迎えたが、これが彼の生母である。優しく慈悲深い母であり、先妻の遺した子供たちの世話をよくし、自分でも6人の子を産んだ。しかし、父の二人目の妻、栄次の母であるとらも55歳の若さで他界したのであった。
栄次は長丘村尋常小学校で学んだが、成績は優秀で常に二番、三番以下に下ったことはない。学校の成績は良かったものの、勉強は殆どせず無類のわんぱく少年であった。小学三年生の時、家に女性の教師が間借りをしていた。小林家は旧家で家も広く、部屋数も多かった。そのため、学校の先生に部屋を貸すことができたのである。栄次が三年生の時に偶然この先生が彼の担任になった。唱歌の時間に、彼は先生に授業をせずに学校の裏山へみんなを連れていくよう頼んだ。彼の好きな教科は体操だけで、他は嫌いだった。しかし、彼の要求が断られたためにその先生に腹いせをした。次の時間に学校のチャイムが鳴り、先生が入って来て教壇に上り授業開始の号令をすると、教壇の下に潜んでいた彼が教壇ごと先生を持ち上げたのであった。彼は罰則を下され、放課後まで廊下に立たされ、後で職員室に呼ばれ説教された。彼の悪戯があまりに酷いために、先生は彼の父親に注意してくれという旨の手紙を渡し、彼は父からも大いに説教された。隣部落からやってくる同年輩のかぼちゃ泥棒を追って敵陣深く攻め入ったり、よその家のまだ育ち切っていないかぼちゃをむしって桑の木の先に突き刺して置いたり、その仕返しを受けて大切に家で育てられていた桐の若木の皮をすべて剥がされてしまったりと彼の悪戯癖はかなりのものであった。
小学校を卒業すると、当時の中野町にあった「中野農商学校（現・長野県中野実業高等学校）」商業科へ入学した。この学校は当時は、郡立の三年制の中等学校であった。農業科と商業科の二つがあったが、彼は商業科へ進んだ。家業を継いで農業をやるという気持ちは一切なく、やがては都会へ出て「独立して何かをやろう」という意思が芽生え、それが自分の生きる道だと考えた。当時、村で商業の学校へ行く者は誰一人としていなかった。よって、彼をもって商業学校生第一号としたのである。
栄次の祖母は、先妻の遺した子供たちを不憫がり偏愛していた。そのため、その子である彼への対応は厳しかった。彼が商業学校へ入学した際も、「後妻の子が教育を受けるとは、生意気だ」と祖母から言われた。彼は学校から帰宅したらすぐ田畑へ行って野良の仕事を手伝うという条件付きで通学を許可してもらったのである。しかし、彼はこの学校を卒業するに至らない。彼の通っていた中等学校では、毎年「収穫祭」を催しており、二年生の秋の終わりに農業科が学校の周囲の実習場で農作物をつくり、商業科はそれを手伝ったり、バザーを開いてその農作物を販売したりした。それが一段落すると、毎年恒例の農商合同のお祭りをやるのだ。その年は、学校の県立移管問題が起こっており、県立になると農業科が主体の農業学校となり、商業科はそれの附属のような形になってしまう。これは商業科の生徒にとって納得し難いことであり、この問題をめぐって商業科の三年生のある一人が憤慨のあまり学校に放火した。それにより、学校は全焼してしまったのである。放火した本人が自殺してしまったことで、大騒ぎになり学校は当分休校となった。校舎が再建され、以前のように授業が再開されるまでには、少なくとも半年はかかるだろうと思われた。この時栄次は、祖母が彼の通学を快く思っていないという事情もあり、思い切って退学してしまった。そこで、彼は上京して勉強しようと決心したのである。

### 上京・ローマイヤ―に師事
1920年（大正9年）に長野県から上京。単身で上京したのではなく、両親と幼い彼の弟２人と家を祖母と総領に任せて一家５人で田舎を引き払って東京へやって来た。当時、先妻の次男、彼にとっては十歳年上の義兄が、品川区の南品川に住んでいた。二十七、八歳のこの義兄は、日本橋の貿易商に勤めており、彼等一家はこの義兄を頼って上京したのであった。初め、東京の義兄を訪ねてきた時に田舎者で道がよくわからず、仕方なく一家はある人から場所を教えてもらい、その日は旅館に泊まることにした。その翌朝、昨夜旅館を教えてくれた人がわざわざ宿まで訪ねて来て、「自分は、この近所のある工場へ勤めている。工場では、いま小僧を一人求めている。自分は主人ではないが、もしお前さんがやる気があるなら、主人に話して入れるようにしてあげよう―」と言われ、栄次も彼の父もそうしてくれるよう頼んだ。そうして彼は話のあった工場へ、小僧として住み込むこととなり、1921年（大正10年）、満14歳の年にドイツ人技師、アウグスト・ローマイヤーに師事する。彼の入った工場は、そのローマイヤーという人物の経営するハムの製造工場である。これが彼の生涯の事業となった。
初めから積極的であった栄次は、住み込みの小僧の仕事が辛いとも苦しいとも全然思わなかった。第一の仕事として、機械洗いを任された。一日の仕事が終わると、毎日この機械洗いをやらされる。食品を製造する機械であるため徹底的に清潔にしなければならなかった。ローマイヤ―は朝出勤してくると、ポケットからジャックナイフを取り出して機械を削って調べる。少しでも肉片が付着していれば注意されるため、彼は徹底して機械を綺麗にしたのである。ローマイヤ―は非常に彼を信用し、可愛がった。一年ほど経つと、技師は彼にもう少し勉強しろと言われ彼を都立第一商業高等学校へ通学させてくれた。入学の際に、工場の従業員一同が彼に袴を買って贈ったが、彼は皆に愛されていたのだ。その頃、工場の従業員は十名以上になっていた。ローマイヤーはハムを漬け込む地下室には彼しか入れさせなかった。当時は冷蔵庫がないため、地下の一室に氷を並べておく。そこでドアを閉め切って、漬け込みをする。ロース肉に塩水の注射をしたり、様々な調味料の調合をしたりする。そういったすべての作業をローマイヤ―は彼だけにしか手伝わせなかった。そのため、彼の加工技術というものは、ドイツ人技師の直伝なのである。

### ロースハムの開発
現在広く普及している「ロースハム」は、日本独特のもので、これは栄次がローマイヤ―から受け継いだ技術を以って売り出したものであり、彼は日本におけるロースハムの創始者であると言える。そして、これは日本の食肉加工業界の大きな革命であったことは間違いない。従来の鎌倉ハムでは、一頭の豚のもも肉でこれをつくる。肩の肉とバラの肉、つまり、腹部の肉でソーセージをつくる。すると、背中の肉、ロース肉が残ってしまう。これを何とかできないだろうか、というので考え研究して生み出されたのが、ロースハムである。牛の盲腸に包んで燻製にする、燻製にするだけでは、日本人は料理の方法を知らないからまずい。それなら煮た方が良いだろうということで、それを煮たものを販売したところ、大いに好評だった。彼は、このドイツ人技師の工場に足掛け前後十年間いた。彼の事業、否、彼の人生のすべての基礎は、この期間に完全に出来上がったと見てよい。二十歳で彼はこの工場を辞めたが、その間、二年ほどその仕事を手伝ったことがある。一度はローマイヤ―に呼び戻され、元の工場へ戻った。ローマイヤ―は全面的に彼を信頼し、どうしても彼を手放したくなかったのである。

### 「小林ハム兄弟商会」の創業
栄次は二十歳で結婚。彼の母親は、すでに病気がちであった。父は苦労をかけた妻に対し、せめて倅の嫁に看病させたい、それが妻に対する恩返しだ、という切実な願いを抱いていた。そのため、この父の願いを聞き入れぬわけにはいかないと、まだ若かったが思い切って結婚に踏み切った。
1932年（昭和7年）に、東京府荏原郡荏原町（同年10月に東京市荏原区に変更、現・品川区）で九尺二間の家を借り、「小林ハム兄弟商会」を創業した。「兄弟商会」は、三番目の義兄半三郎を呼んで、一緒に仕事をやってもらっていたことに由来する。半三郎は、ローマイヤ―技師が故郷のドイツに帰国した時に、一切の責任をもって工場を切り回していた。そういう関係もあって、一般のお客からは絶大な信用を持たれていた。お得意は初め、山の手方面が多く、青山、赤坂方面の肉屋を専門に対象として彼は自転車で駆け回った。やがて、隣接の家をすべて改装して工場にする。当時流行しかけたアンモニア式冷蔵庫を導入した。信州の縁故関係から、従業員を４、5人雇った。こうして事業は目に見える形で順調に発展していった。

### 「大多摩ハム」としてGHQの指定工場へ
第二次大戦中、彼の工場は荏原にあった。陸軍航空審査部の指定工場となり、軍へ製品を納入した。また、軍関係の病院や日赤などにも納入した。戦争の勢いが次第に増し、荏原の工場は危険になったためにその半分を福島県に疎開させた。ところが、福島は製品の県外移出を認めなかったため、山形県に移すことになった。山形へ出張していた栄次は、ラジオのニュースを聞いて急遽帰ってくると、大井町の駅から見渡す限り一望の焼け野原となっていた。軍の方から食料や寝具、衣類や国民服などをすぐ支給してくれたももの、もう仕事はできないため、彼は家族を連れて一度郷里へ引き揚げたが、家族をそこへ移すと彼だけはすぐ東京へ引き返した。横田基地の航空審査部を訪ね、相談して工場を再建することにし、基地から2キロ離れた現在の場所に千坪の地所を借り入れることができた。そのうちに終戦となりアメリカ軍がどんどん入ってきたが、彼は元航空審査部の世話で材木を手に入れ、この場所に三間に七間の家を建てることができた。他に、物置も作りこの場所をハム工場とする。翌1946年（昭和21年）一月元旦には、信州の疎開先から家が出来上がるのも待ちきれずに家族全員が東京へ戻ってきた。彼には9人の子供がおり、老人と彼等夫婦と子供たちと総勢12人となった。
初め、近所の屠畜場から豚の皮などを買ってきて、ドイツ人仕込みの調理法で、煮詰めてゼラチン状にしたものを水ようかんのように立川や新宿の闇市で売るなどしていたが、やがて本格的にハムを作りだした。その噂を聞いた古いお得意が続々と都内から毎日商品を買いに来るようになる。そうして、新しい名称として土地の名前を取り「大多摩ハム小林商会」とした。1947年（昭和22年）にこの名称を定め、法人組織としたのである。終戦後の彼の会社の最も特筆すべきことは、彼の工場がGHQの指定工場となり、衛生基準合格認証を授与されたことであろう。GHQの指定工場になったのは、日本でこの工場が初めてである（1949年（昭和24年）8月）。ここは衛生的で設備が良いため、GHQの衛生局に気に入られたということだ。また、OSS（Overseas Supply Store） の許可も得たが、これは進駐軍の軍人や家族相手の、日本流に言えば酒保のようなものだ。GHQの監督は、極めて厳重で毎週厳しい検査がある。突然ジープで乗り付けて来ると、事務所や工場へは行かず、一番に便所を調べる。そして次に、裏へ回ってゴミの処理状況などを調べる。それから後で事務所へやってくる、といったやり方であった。米軍が引き揚げるまでの三年間、GHQの指定工場として、大多摩ハムは大きく発展した。
1962年（昭和37年）には、「大多摩ハム」は日本農林規格（JAS）認定第1号となり、1965年（昭和40年）5月には、栄次は日本ハム・ソーセージ工業協同組合副理事長に就任。1972年（昭和47年）には、無添加ハム・ソーセージを初めて開発し、販売を開始した。

### 死去
小林栄次は、1980年（昭和55年）1月12日に東京都福生市にて逝去（享年72歳）。同年同月より、栄次の長男・梅人が二代目の代表取締役社長となった。

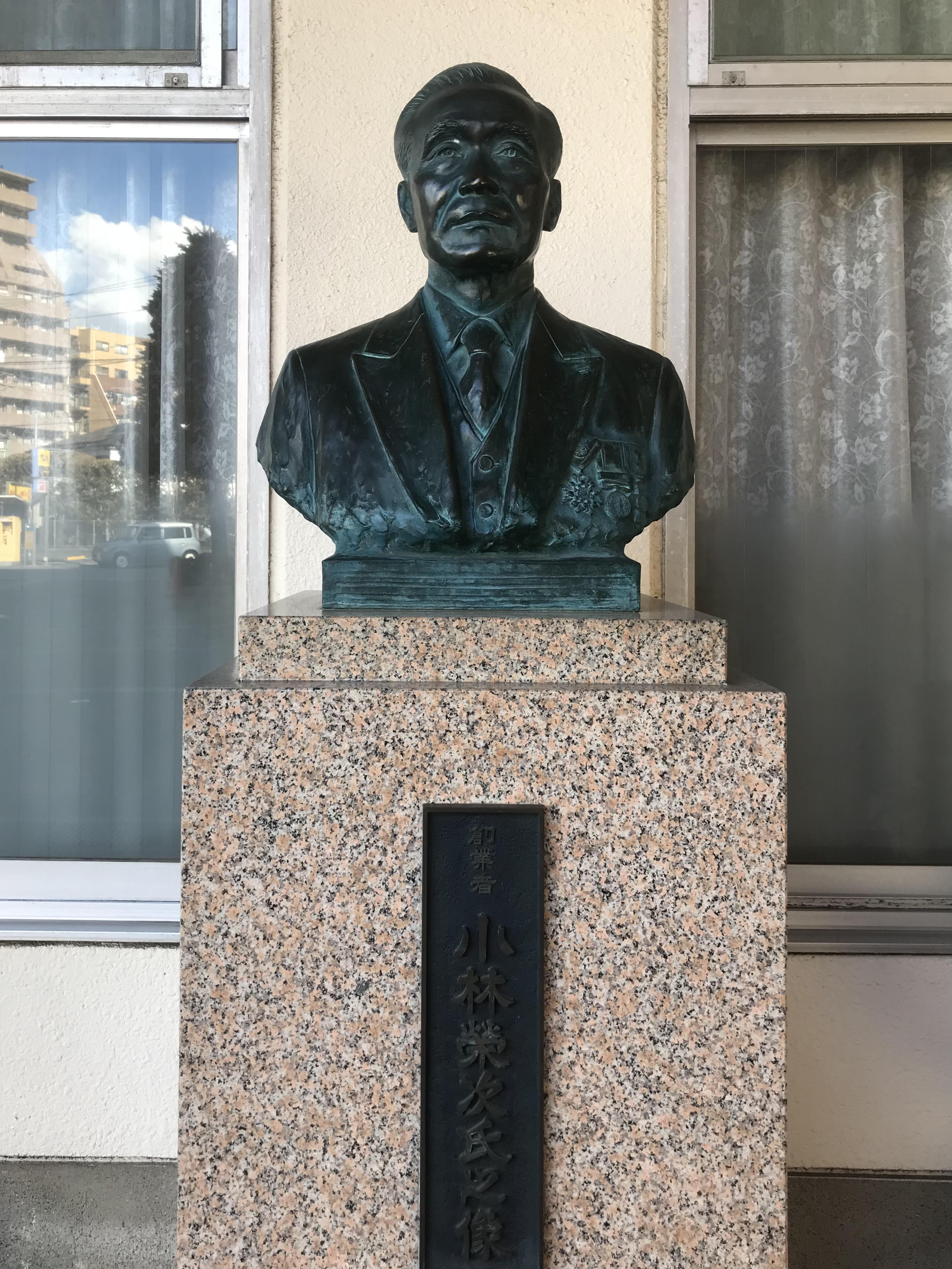
東京都福生市「シュトゥーベン・オータマ」に設置されている小林栄次（榮次）の胸像